# مکس لمکه
مکس لمکه (انگلیسی: Max Lemke؛ زادهٔ ۲ دسامبر ۱۹۹۶) قایقران کانو اهل آلمان است.
وی در مسابقات کشوری و بین‌المللی در مجموع برندهٔ ۵ مدال طلا، ۲ مدال نقره، ۱ مدال برنز شده‌است.